# Selección de béisbol de Filipinas

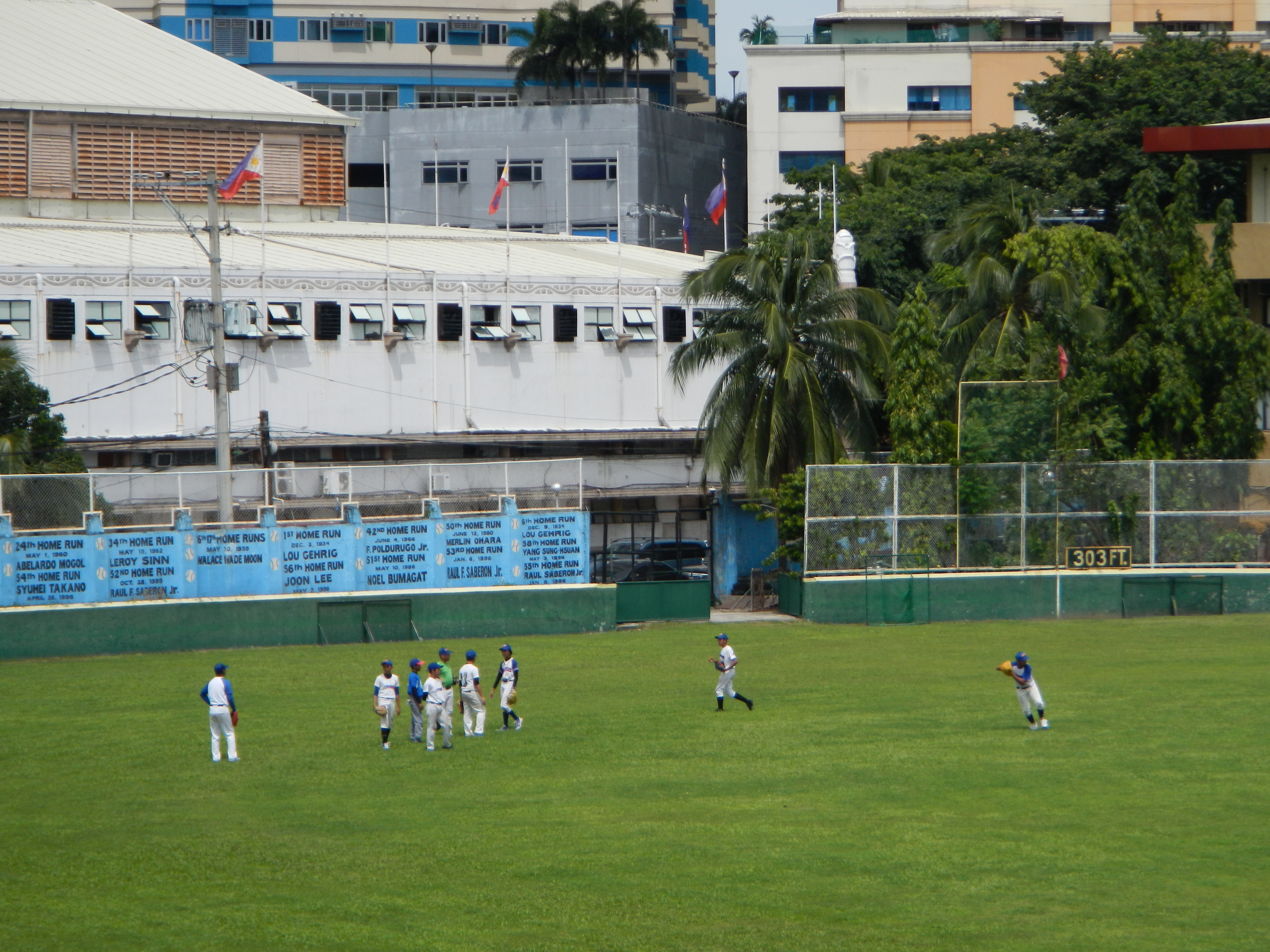
El Rizal Memorial Baseball Stadium en 2013

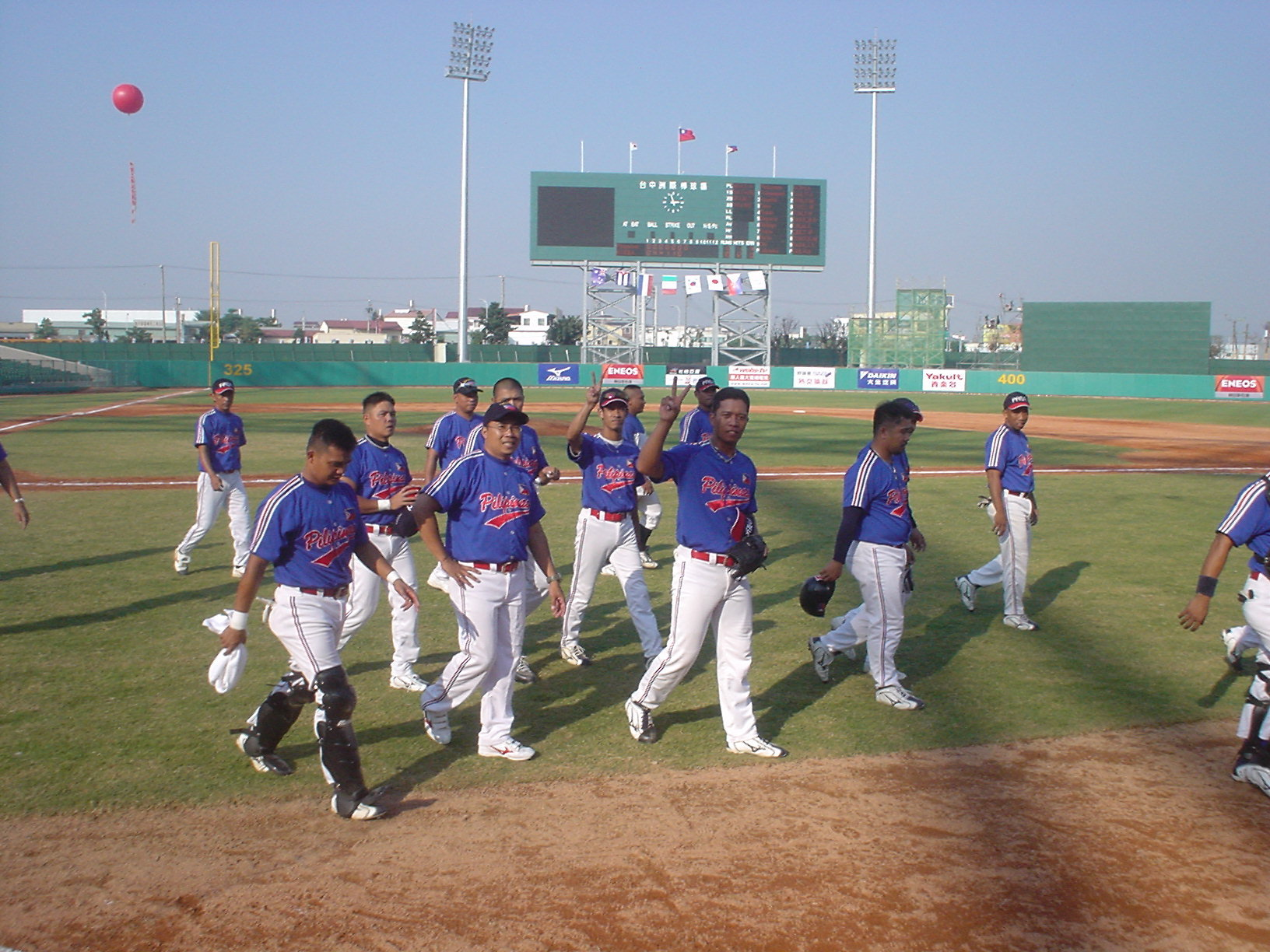
Equipo filipino en la Copa Intercontinental de 2006 en Taichung, Taiwán en la derrota ante Corea del Sur 10–0.

La Selección de béisbol de Filipinas es el equipo que representa al país en los torneos de la especialidad, y es controlado por la Asociación Filipina de Béisbol Aficionado.

## Palmarés
- Campeonato Asiático de Béisbol: 1

1954
- Juegos del Sureste de Asia: 2

2005, 2011

## Participaciones

### Clásico Mundial de Béisbol
| World Baseball Classic record | World Baseball Classic record | World Baseball Classic record | World Baseball Classic record | World Baseball Classic record | World Baseball Classic record | World Baseball Classic record | World Baseball Classic record |              | Eliminatoria         | Eliminatoria         | Eliminatoria         | Eliminatoria         | Eliminatoria         |
| Año                           | Sede(s)                       | Ronda                         | Pos.                          | G                             | P                             | CA                            | CR                            | Sede         | G                    | P                    | CA                   | CR                   |                      |
| ----------------------------- | ----------------------------- | ----------------------------- | ----------------------------- | ----------------------------- | ----------------------------- | ----------------------------- | ----------------------------- | ------------ | -------------------- | -------------------- | -------------------- | -------------------- | -------------------- |
| 2006                          | No participó                  | No participó                  | No participó                  | No participó                  | No participó                  | No participó                  | No participó                  | No participó | No Hubo Eliminatoria | No Hubo Eliminatoria | No Hubo Eliminatoria | No Hubo Eliminatoria | No Hubo Eliminatoria |
| 2009                          | No participó                  | No participó                  | No participó                  | No participó                  | No participó                  | No participó                  | No participó                  | No participó | No Hubo Eliminatoria | No Hubo Eliminatoria | No Hubo Eliminatoria | No Hubo Eliminatoria | No Hubo Eliminatoria |
| 2013                          | No clasificó                  | No clasificó                  | No clasificó                  | No clasificó                  | No clasificó                  | No clasificó                  | No clasificó                  | No clasificó | República de China   | 1                    | 2                    | 30                   | 28                   |
| 2017                          | No clasificó                  | No clasificó                  | No clasificó                  | No clasificó                  | No clasificó                  | No clasificó                  | No clasificó                  | No clasificó | Australia            | 0                    | 2                    | 8                    | 28                   |
| Total                         | 0/4                           |                               |                               | –                             | –                             | –                             | –                             |              | 1                    | 4                    | 38                   | 56                   |                      |

### Campeonato Asiático
| 1954  | Filipinas          | 1º Lugar           |
| 1955  | Filipinas          | 4º Lugar           |
| 1959  | Japón              | 4º Lugar           |
| 1962  | República de China | 4º Lugar           |
| 1963  | Corea del Sur      | 4º Lugar           |
| 1965  | Filipinas          | 4º Lugar           |
| 1967  | Japón              | 4º Lugar           |
| 1969  | República de China | 3º Lugar           |
| 1971  | Corea del Sur      | 3º Lugar           |
| 1973  | Filipinas          | 4º Lugar           |
| 1975  | Corea del Sur      | 5º Lugar           |
| 1983  | Corea del Sur      | 5º Lugar           |
| 1985  | Australia          | No participó       |
| 1987  | Japón              | No participó       |
| 1989  | Corea del Sur      | 6º Lugar           |
| 1991  | China              | 5º Lugar           |
| 1993  | Australia          | 6º Lugar           |
| 1995  | Japón              | 5º Lugar           |
| 1997  | República de China | 5º Lugar           |
| 1999  | Corea del Sur      | 5º Lugar           |
| 2001  | República de China | 4º Lugar           |
| 2003  | Japón              | 5º Lugar           |
| 2005  | Japón              | 5º Lugar           |
| 2007  | República de China | 4º Lugar           |
| 2009  | Japón              | 5º Lugar           |
| 2012  | República de China | 5º Lugar           |
| 2015  | República de China | Abandonó el torneo |
| Total |                    | 1 oro, 2 bronce    |

### Juegos Asiáticos
| Asian Games Record | Asian Games Record | Asian Games Record |
| Año                | Sede               | Pos.               |
| ------------------ | ------------------ | ------------------ |
| 1994               | Japón              | No participó       |
| 1998               | Tailandia          | 5º Lugar           |
| 2002               | Corea del Sur      | 5º Lugar           |
| 2006               | Catar              | 6º Lugar           |
| 2010               | China              | No participó       |
| 2014               | Corea del Sur      | No participó       |
| Total              | 3/5                |                    |

### Juegos del Sureste de Asia
| SEA Games Records | SEA Games Records | SEA Games Records |
| Año               | Sede              | Pos.              |
| ----------------- | ----------------- | ----------------- |
| 2005              | Filipinas         | 1º Lugar          |
| 2007              | Tailandia         | 2º Lugar          |
| 2009              | Laos              | No se jugó        |
| 2011              | Indonesia         | 1º Lugar          |
| 2013              | Birmania          | No se jugó        |
| 2015              | Singapur          | No se jugó        |
| Total             |                   | 2 Oro, 1 Plata    |

## Plantilla
- Lanzadores: Ernesto Binarao, J.R. Bunda, Leslie Cabiling, Vladimir Eguía, Taylor Garrison, Austin Haynal, Romeo Jasmin, Ryan Juárez, Ronel Peralta, Devon Ramírez, Clay Rapada, Jon Jon Robles, Kevin Vance
- Receptores: Edmer Del Socorro, Brad Haynal, Alfredo Olivares
- Infielders: Adriane Ros Bernardo, Brady Conlan, Jennald Pareja, Angelo Songco, Matt Vance, Joshua Wong
- Outfielders: Chris Águila, Vermon Diaz, Eric Farris, Ferdinand Liguayan, Juan Paulo Macasaet, Jonash Ponce
- Entrenador: Tim Hullet